# Кесада (Хаен)
Кесада (ісп. Quesada) — муніципалітет в Іспанії, у складі автономної спільноти Андалусія, у провінції Хаен. Населення — 5898 осіб (2010).
Муніципалітет розташований на відстані близько 290 км на південь від Мадрида, 65 км на схід від Хаена.
На території муніципалітету розташовані такі населені пункти: (дані про населення за 2010 рік)
- Белерда: 202 особи
- Бруньєль-Альто: 6 осіб
- Бруньєль-Бахо: 0 осіб
- Кольєхарес: 203 особи
- Кортіхуело: 65 осіб
- Деесас-дель-Гвадіана: 0 осіб
- Ігераль: 5 осіб
- Акра: 12 осіб
- Кесада: 5265 осіб
- Лос-Росалес: 59 осіб
- Тіскар-Дон-Педро: 73 особи
- Ла-Вега: 8 осіб

## Демографія
Динаміка населення (INE ):

## Галерея зображень

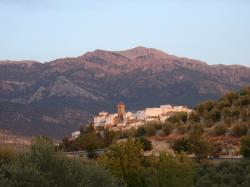
Кесада увечері
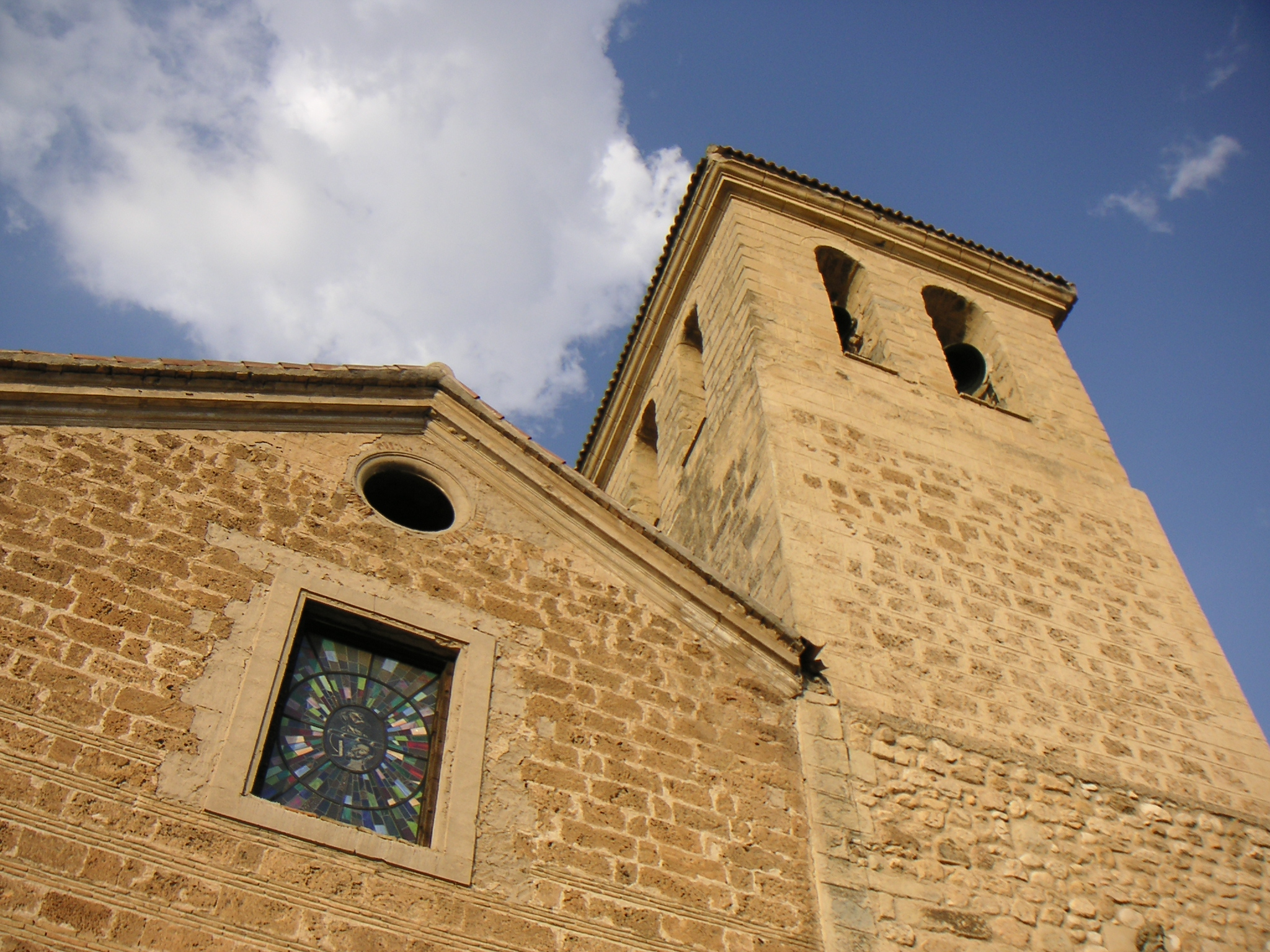
Церква Сан-Педро-і-Сан-Пабло, Пласа-де-ла-Лонха